# Katastrofa statku Dongfang zhi Xing
Katastrofa statku Dongfang zhi Xing (chiń. upr. 东方之星; pinyin Dōngfāng zhī Xīng; dosłownie „Gwiazda Orientu”, „Gwiazda Wschodu” lub „Wschodnia Gwiazda”) – zatonięcie statku wycieczkowego na najdłuższej rzece Azji, Jangcy w Chinach, w dniu 1 czerwca 2015 roku o godzinie 21.30 czasu lokalnego.
Jako przyczynę podano silne tornado, ale wersja ta jest podawana w wątpliwość. Z 454 pasażerów i członków załogi zginęły 442 osoby, 12 osób zostało ocalonych. Były to głównie osoby starsze. Statek odbywał rejs wycieczkowy pomiędzy miastami Nankin i Chongqing.

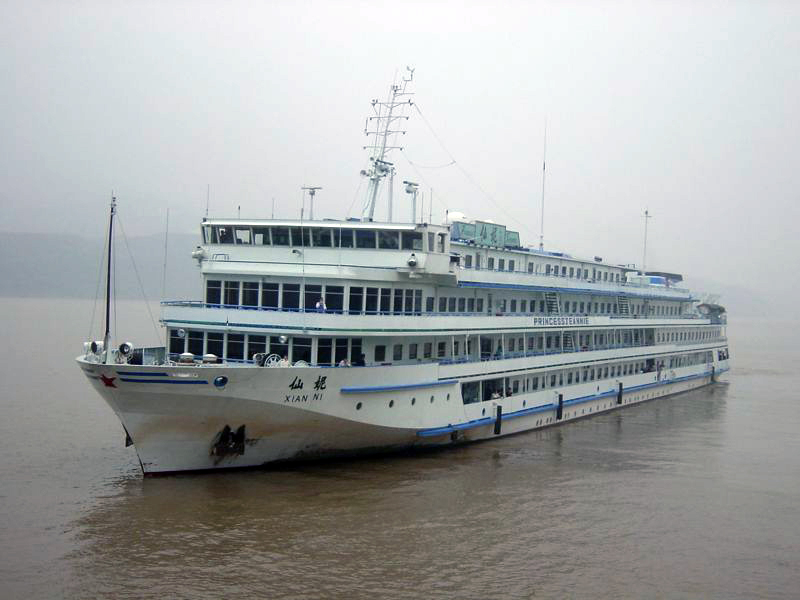
Inny statek tego typu